# 伊恩·麥克夏恩
伊恩·大衛·麥克夏恩（1942年9月29日—）是一名英國男演員、導演和製片人。較著名的是在BBC電視劇《洛夫喬伊》（1986年至1994年）和HBO電視劇《死木》（2004年至2006年）中的演出。此外，麥克夏恩於NBC電視劇《列王傳》（2009年）中飾演西拉·班傑明國王、《聖殿風雲》（2010年）中飾演華爾倫主教，並在電影《功夫熊貓》（2008年）中配音殘豹、《神鬼奇航4：幽靈海》（2011年）中飾演黑鬍子。而他也在動作驚悚片《捍衛任務》（2014年）中詮釋神秘的大陸酒店主人溫斯頓。

## 作品列表

### 電影
- 1987：《竊國》（Grand Larceny）-弗拉納根
- 2000：《性感野獸》（Sexy Beast）-泰迪·巴斯
- 2002：《寶萊塢女王》（Bollywood Queen）-法蘭克
- 2003：《小鬼特務》（Agent Cody Banks）-布林克曼博士
- 2003：《死亡猜謎》（Nemesis Game）-傑夫·諾瓦克
- 2005：《九條命》（Nine Lives）-賴瑞
  - 提名-哥譚獨立電影獎最佳全體演出
- 2006：《遇上塔羅牌情人》（Scoop）-喬·斯特姆貝爾
- 2006：《希望不滅》（We Are Marshall）-保羅·格里芬
- 2007：《史瑞克三世》（Shrek the Third）-虎克船長（配音）
- 2007：《瘋狂飛車手》（Hot Rod）-法蘭克·鮑威爾
- 2007：《光明追捕手：黑紀元》（The Seeker）-梅里曼·里昂
- 2007：《黃金羅盤》（The Golden Compass）-瑞格納·斯德路森
- 2008：《功夫熊貓》（Kung Fu Panda）-殘豹（配音）
  - 提名-安妮獎最佳動畫配音
- 2008：《絕命尬車》（Death Race）-教頭
- 2009：《第十四道門》（Coraline）-鮑賓斯基先生（配音）
- 2009：《39號特案》（Case 39）-偵探麥克·巴倫
- 2009：《44英寸的胸圍》（44 Inch Chest）-梅雷迪思（兼監製）
  - 聖地亞哥影評人協會獎最佳群戲
- 2010：《魔法師的學徒》（The Sorcerer's Apprentice）-旁白（未掛名）
- 2011：《神鬼奇航4：幽靈海》（Pirates of the Caribbean: On Stranger Tides）-黑鬍子
  - 提名-青少年票選獎最佳電影反派
- 2012：《公主與狩獵者》（Snow White and the Huntsman）-畢思
- 2013：《傑克：巨人戰紀》（Jack the Giant Slayer）-布拉姆威爾國王
- 2014：《騷莎大塊呆》（Cuban Fury）-羅恩·帕菲特
- 2014：《海克力士》（Hercules）-安菲阿拉俄斯
- 2014：《捍衛任務》（John Wick）-溫斯頓
- 2014：《海上毒戰》（El Niño）-埃爾·安格萊斯
- 2016：《特務大臨演》（The Brothers Grimsby）-軍情六處負責人
- 2017：《捍衛任務2：殺神回歸》（John Wick: Chapter 2）-溫斯頓
- 2019：《地獄怪客：血后的崛起》（Hellboy: Rise of the Blood Queen）-崔佛·布魯教授
- 2016：《博爾登》（Bolden）-Judge Leander Perry
- 2019：《捍衛任務3：全面開戰》（John Wick: Chapter 3 - Parabellum）-溫斯頓[5]
- 2022：《我爸爸的小飞龙》（My Father's Dragon）- 大猩猩赛瓦
- 2023：《捍衛任務4》（John Wick: Chapter 4）-溫斯頓
- 2024：《捍衛任務：復仇芭蕾》（Ballerina）-溫斯頓

### 電視
- 1986：《美國劇場》（American Playhouse）-威利（單集：「Rocket to the Moon」）
- 1986-1994：《洛夫喬伊》（Lovejoy）-洛夫喬伊（73集）
- 1987：《邁阿密風雲》（Miami Vice）-埃斯特萬·蒙托亞（單集：「Knock, Knock... Who's There?」）
- 1988：《戰爭與回憶》（War and Remembrance）-菲利普·路爾（8集）
- 1989：《家族風雲》（Dallas）-唐·洛克伍德（13集）
- 1989：《看守者》（Minder）-傑克·拉斯特（單集：「The Last Video Show」）
- 1989：《邁阿密風雲》（Miami Vice）-曼努埃爾·德博爾馮將軍（單集：「Rest in Peace, Mrs. Columbo」）
- 1989：《Dick Francis Mysteries - Blood Sport》-大衛·克里夫蘭（電視電影）
- 1989：《Dick Francis Mysteries - Twice Shy》-大衛·克里夫蘭（電視電影）
- 1990：《佩瑞·梅森》（Perry Mason）-安德烈·馬爾尚（電視電影）
- 1990：《神探可倫坡》（Columbo）-利蘭·聖約翰（單集：「Rest in Peace, Mrs. Columbo」）
- 1996：《Madson》-約翰·馬德森（6集）
- 1997：《赤裸真相》（The Naked Truth）-利蘭·班克斯（2集）
- 1999：《五號戰星：靈魂獵人》（Babylon 5: The River of Souls）-羅伯·布萊森博士（電視電影）
- 2002：《白宮風雲》（The West Wing）-尼古拉·伊邦諾維奇（單集：「Enemies Foreign and Domestic」）
- 2002：《In Deep》-傑米·蘭姆（2集）
- 2003：《Trust》-艾倫·庫柏·福扎德（6集）
- 2003：《陰陽魔界》（The Twilight Zone）-錢德勒博士（單集：「Cold Fusion」）
- 2004-2006：《死木》（Deadwood）-阿拉·斯韋林根（36集）
  - 金球獎最佳電視男主角
  - 電視評論家協會獎戲劇類個人成就獎
  - 提名-黃金時段艾美獎劇情類最佳男主角
  - 提名-衛星獎最佳電視男主角
  - 提名-美國演員工會獎最佳戲劇影集男演員
  - 提名-美國演員工會獎最佳戲劇影集整體演出
  - 提名-電視評論家協會獎戲劇類個人成就獎
- 2008：《海綿寶寶》（SpongeBob SquarePants）-高登（配音，單集：「Dear Vikings」）
- 2009：《列王傳》（Kings）-西拉·班傑明國王（12集）
- 2010：《聖殿風雲》（The Pillars of the Earth）-華爾倫主教（8集）
  - 提名-金球獎迷你影集或電視電影類最佳男主角
  - 提名-金仙女獎最佳短劇男演員
  - 提名-衛星獎最佳迷你劇或電視電影男主角
- 2010：《功夫熊貓感恩節特輯》（Kung Fu Panda Holiday Special）-殘豹（配音，電視電影）
- 2012：《美國恐怖故事：瘋人院》（American Horror Story: Asylum）-利·艾默生（2集）
- 2015：《清道夫》（Ray Donovan）-安德魯·芬尼（9集）
- 2016：《冰與火之歌：權力遊戲》（Game of Thrones）- 雷伊
- 2017-2021：《美國眾神》（American Gods）-Mr. Wednesday（24集）
- 2019：《死木：電影版》（Deadwood: The Movie）-阿拉·斯韋林根（兼執行製片人，電視電影）
- 2019：《法律与秩序：特殊受害者》（Law & Order: Special Victims Unit）-Sir Tobias Moore
- 2021：《辛普森家庭》（The Simpsons）-Artemis（配音，單集：「The Last Barfighter」）

## 外部連結
- 伊恩·麥克夏恩在互联网电影资料库（IMDb）上的資料（英文）
- 互聯網百老匯資料庫（IBDB）上伊恩·麥克夏恩的資料（英文）
- "A Conversation with Actor Ian McShane" (Max) – The Charlie Rose Show, PBS, broadcast of 24 March 2008. Accessed 25 March 2008. ("A conversation with actor Ian McShane about his role in the 40th Anniversary Broadway revival of Harold Pinter's The Homecoming.")
- The Homecoming on Broadway – Official site of the 40th anniversary Broadway revival at the Cort Theatre. Accessed 25 March 2008.